# Konrad Dettner

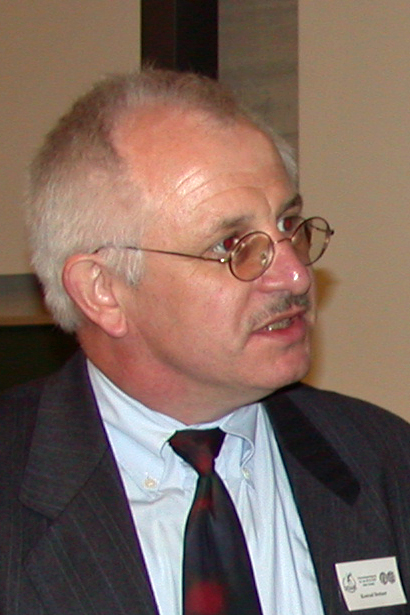
Konrad Dettner als Präsident der Deutschen Gesellschaft für allgemeine und angewandte Entomologie bei deren Tagung in Halle 2003

Konrad Hans Frank Dettner (* 22. Dezember 1951 in Ehingen (Donau)) ist ein deutscher Zoologe und Ökologe. Er arbeitet hauptsächlich auf dem Gebiet der chemischen Ökologie der Insekten.
Dettner ist der Sohn des Amtsrates Kurt Dettner und dessen Ehefrau Johanna geborene Adam. Dettner wuchs in Calw auf und studierte Biologie und Chemie auf höheres Lehramt an der TH Stuttgart (1970–1973) und der Universität Hohenheim (1973–1975). Im März 1975 heiratete er seine Frau Brigitte und schloss Ende des Jahres das Studium mit dem Staatsexamen ab. Das Thema der Examensarbeit war Populationsdynamische Untersuchung an Wasserkäfern zweier Hochmoore des Nordschwarzwaldes. Nach kurzer Tätigkeit als wissenschaftliche Hilfskraft an der Universität Hohenheim und als Fachlehrer für Biologie am Hölderlin-Gymnasium Stuttgart war er 1976 bis 1977 Stipendiat der Friedrich-Naumann-Stiftung. Seine 1977 in Hohenheim unter der Anleitung von Hinrich Rahmann angefertigte Dissertation hatte das Thema Ökophysiologische und chemotaxonomische Untersuchungen anhand der Pygidialdrüsen-Systeme der Dytisciden (Hydradephaga). Dettner wurde 1985 an der RWTH Aachen habilitiert und hat seit 1986 die Professur für Tierökologie II an der Universität Bayreuth. In der Zeit von 1999 bis 2005 war er Präsident der Deutschen Gesellschaft für allgemeine und angewandte Entomologie. 2013 erhielt Dettner den Ernst-Jünger-Preis für Entomologie (überreicht 2014), die Laudatio hielt Manfred Ayasse, und 2017 erhielt er die Escherich-Medaille. Er ist Vertrauensdozent der Friedrich-Naumann-Stiftung für die Freiheit und Mitglied des Auswahlausschusses bei der Vergabe neuer Stipendien. Konrad Dettner ist emeritiert. Für das akademische Jahr 2017/18 wurde ihm von der Universität zu Köln die Ernst-Bresslau-Gastprofessur verliehen.

## Werke
- Konrad Dettner, Werner Peters (Hrsg.): Lehrbuch der Entomologie. 1. Auflage. Fischer, Stuttgart 1999, ISBN 3-437-25920-2.
- Konrad Dettner, Werner Peters (Hrsg.): Lehrbuch der Entomologie. 2. Auflage. Spektrum, Heidelberg 2003, ISBN 3-8274-1102-5.